# Omid Abtahi
Omid Abtahi (en persa: امید ابطحی‎, Teherán, Irán, 12 de julio de 1979) es un actor estadounidense-iraní. Es conocido principalmente por su papel de Selim en American Gods y su papel de Homes en Los juegos del hambre: sinsajo - Parte 2 y el Dr. Pershing en la serie The Mandalorian de Disney+.

## Vida personal
Omid Abtahi nació en Teherán, en 1979. Poco se sabe de sus primeros años de vida, pero se sabe que, a los cinco años, se fue a vivir junto a su familia a París, para posteriormente, a los diez años, ya irse a vivir a los Estados Unidos, instalándose en Irvine, California, donde ya viviría el resto de su infancia.
Estudió en el instituto University High School, antes de estudiar en la California State University, Fullerton, donde se sacó una carrera en Publicidad. Pero mientras estudiaba allí, sufrió una lesión que le hizo olvidar su interés por el fútbol. Así se inscribió en teatro solo para divertirse, lo que le llevó a descubrir un interés por convertirse en actor que le llevó a sacarse una segunda especialización en teatro.
Se casó en 2008 con Sabrina Bolin, una hipnoterapeuta, en una ceremonia íntima. La pareja tiene un hijo, Miles Abtahi, que nació en 2015.

## Carrera
Prefiere trabajar para televisión, debido a la sensación de familia que se genera al pasar tanto tiempo juntos. El teatro le gusta mucho debido a la respuesta inmediata que reciben del público, pero considera que es difícil ganarse la vida solo con el mismo.
Antes de empezar en la televisión, se dedicó al teatro. Formó parte del elenco de "Fraulein Else" y de "Adoration of the Old Woman",  así como de Your Everyday Typical Romantic Comedy.
En sus primeros años, apareció en diversas series tales como JAG, 24, Ghost Whisperer. También consiguió el papel de un personaje recurrente en Over There.
En 2006, participó en Sleeper Cell, interpretando a un terrorista gay británico-iraquí. Para él, es uno de los papeles más difíciles de su carrera al no ser ninguna de las cuatro cosas.
En 2014, fue juez en el Festival Iraní de Cine Noor.
Actualmente, su papel más reconocido puede ser el de Salim en la serie de American Gods.

## Filmografía[9]

### Cine
| Año  | Título                                   | Papel                        | Notas           |
| ---- | ---------------------------------------- | ---------------------------- | --------------- |
| 2006 | Recortes de mi vida                      | Encargado del restaurante    |                 |
| 2008 | Los misterios de Pittsburgh              | Mohammed                     |                 |
|      | Ocean of Pearls                          | Amrit Singh                  |                 |
|      | The Last Lullaby                         | Van                          |                 |
|      | Space Chimps                             | Dr. Yagu (voz)               |                 |
| 2009 | Not Necessary                            | Larry Dallas                 | Corto           |
|      | Diplomacy                                | Intérprete estadounidense    | Corto           |
|      | Brothers                                 | Yusuf                        |                 |
|      | Stars                                    | Chulo                        | Corto           |
| 2010 | An Idle Dream                            | Pascal                       | Corto           |
|      | Space Chimps 2: Zartog Strikes Back      | Dr. Jagu/Periodista número 2 | Directa a vídeo |
| 2011 | The Perfect Meal                         | Trabajador social (voz)      | Corto           |
| 2012 | Argo                                     | Reza                         |                 |
| 2014 | Boys of Abu Ghraib                       | Ghazi Hammoud                |                 |
| 2015 | Los juegos del hambre: sinsajo - Parte 2 | Homes                        |                 |
| 2016 | Window Horses                            | Ramin (voz)                  |                 |
| 2018 | Goliath 22                               | Omar                         | Corto           |

### Televisión
| Año             | Título                                  | Papel                            | Notas                                           |
| --------------- | --------------------------------------- | -------------------------------- | ----------------------------------------------- |
| 2005            | JAG                                     | Wahid                            | Episodio "Heart of Darkness"                    |
| 2005            | Judging Amy                             | Reza Ajami                       | Episodio "The New Normal"                       |
| 2005            | Over There                              | Soldado de primera Tariq Nassiri | 12 episodios                                    |
| 2005-2009       | 24                                      | Safa / Jibraan Al-Zarian         | 4 episodios                                     |
| 2006            | Sleeper Cell                            | Tarim                            | 7 episodios                                     |
| 2007            | CSI: Crime Scene Investigation          | Chandru 'Dru' Kambhatla          | Episodio "The Good, the Bad and the Dominatrix" |
| 2007            | The Unit                                | Jefe                             | Episodio "Play 16"                              |
| 2007-2008       | Ghost Whisperer                         | Justin Yates                     | 2 episodios                                     |
| 2008            | Terminator: The Sarah Connor Chronicles | Summer                           | Episodio "Gnothi Seauton"                       |
| 2008            | Eli Stone                               | Amir Khan                        | Episodio "Should I Stay or Should I Go?"        |
| 2008            | My Own Worst Enemy                      | Tony Nazari                      | 9 episodios                                     |
| 2009            | Can Openers                             | Ali                              | Película para televisión                        |
| 2009            | Bones                                   | Hal Shirazi                      | Episodio "The Bones That Foam"                  |
| 2009            | NCIS (serie de televisión)              | Saleem Ulman                     | 2 episodios                                     |
| 2009-2010       | FlashForward                            | Ed Fiore                         | 2 episodios                                     |
| 2009-2010       | Three Rivers                            | Dr. Yousef Khouri                | 2 episodios                                     |
| 2010            | Pleading Guilty                         | Jonathan Ziven                   | Película para televisión                        |
| 2010            | The Event                               | William                          | 2 episodios                                     |
| 2010            | Nikita                                  | Amir Komera                      | Episodio "Residence"                            |
| 2010            | El mentalista                           | Markham Shankar                  | Episodio "Red Hot"                              |
| 2010            | Grey's Anatomy                          | Aasif                            | Episodio "Something's Gotta Give"               |
| 2010-2013       | Star Wars: The Clone Wars               | Cadete Amis (voz)                | 2 episodios                                     |
| 2011            | Fringe                                  | Simon Phillips                   | Episodio "Concentrate and Ask Again"            |
| 2011            | Homeland                                | Raqim Faisel                     | 3 episodios                                     |
| 2011            | Hide                                    | Neil                             | Película para televisión                        |
| 2012            | The Good Wife                           | Samir                            | Episodio "Live From Damascus"                   |
| 2012            | Padre de familia                        | Príncipe Faisal (voz)            | Episodio "Leggo My Meg-O"                       |
| 2012            | Covert Affairs                          | Sayid al-Muqri                   | Episodio "Hello Stranger"                       |
| 2012-2013       | Last Resort                             | Nigel                            | 5 episodios                                     |
| 2013            | Padre de familia                        | Mahmoud (voz)                    | Episodio "Turban Cowboy"                        |
| 2013            | Castle                                  | Waqas Rasheed                    | Episodio "Dreamworld"                           |
| 2013            | NCIS: Los Ángeles                       | Ari Sayed                        | 2 episodios                                     |
| 2013            | Revolution                              | Capitán Riley                    | 2 episodios                                     |
| 2014            | Legends                                 | Bashir Al-Kanazer                | 2 episodios                                     |
| 2014            | Those Who Kill                          | Detective Jerry Molbeck          | 10 episodios                                    |
| 2015            | Better Call Saul                        | Detective Abbasi                 | 3 episodios                                     |
| 2016            | Damien                                  | Amani Golker                     | 10 episodios                                    |
| 2017            | Shameless                               | Sameer                           | Episodio "Frank's Northern Shuttle Express"     |
| 2017            | Hawaii Five-0                           | Naser Salaam                     | Episodio "He ke'u na ka 'alae a Hina"           |
| 2017-actualidad | American Gods                           | Salim                            | 11 episodios                                    |
| 2018            | The Crossing                            | Jake                             | 2 episodios                                     |
| 2018            | We Bare Bears                           | Kale (voz)                       | Episodio "The Limo"                             |
| 2018            | Love, Death & Robots                    | Wes (voz)                        | Episodio "Sonnie's Edge"                        |
| 2019            | The Mandalorian                         | Dr. Pershing                     | 4 episodios                                     |
| 2019            | Patoaventuras                           | Genio                            | 2 episodios                                     |
| 2021            | Dan Brown's The Lost Symbol             |                                  |                                                 |
| 2021-2022       | Fear the Walking Dead                   | Howard                           | 8 episodios                                     |

### Teatro
| Año  | Título                                | Papel  | Notas                                                   |
| ---- | ------------------------------------- | ------ | ------------------------------------------------------- |
| 2004 | Fraulein Else                         | Porter | Berkeley Repertory, McCarter Theatre y Longwarf Theatre |
|      | Adoration of the Old Woman            |        | Sundance Theatre Lab                                    |
|      | Your Everyday Typical Romantic Comedy |        | Kennedy Centre                                          |
| 2011 | Urge for Going                        | Jul    | [ 8 ]                                                   |

### Videojuegos
| Año  | Título                         | Papel                    | Notas |
| ---- | ------------------------------ | ------------------------ | ----- |
| 2012 | Diablo III                     | Voces adicionales        |       |
|      | Unit 13                        | Informante número 1      |       |
|      | Spec Ops: The Line             | Sargento John Lugo       |       |
|      | Call of Duty: Black Ops 2      | Farid, soldado muyahidín |       |
| 2015 | Call of Duty: Black Ops 3      | Voces adicionales        |       |
| 2016 | Titanfall 2                    | Capitán de la milicia    |       |
|      | 1979 Revolution: Black Friday  | Babak Azadi              |       |
|      | Mafia III                      | Voces adicionales        |       |
|      | Call of Duty: Infinite Warfare | Victor 'Gator' Diallo    |       |
| 2018 | Thief of Thieves               | Corbin "Chip" Tavistock  |       |
| 2019 | Metro Exodus                   | Caníbal, niño del bosque |       |
|      | Days Gone                      | Voces adicionales        |       |
|      | Rage 2                         | Voces diversas           |       |
|      | Call of Duty: Modern Warfare   | Voz adicional            |       |